# Футбол Парк
Футбол Парк (англ. Football Park), раніше відомий як AAMI Стедіум — колишній стадіон, на якому в основному проходили матчі із австралійського футболу. Розташований у містечку Вест Лейкс, західному передмісті Аделаїди, столиці штату Південна Австралія, Австралія.
Він був побудований у 1973 році Національною лігою футболу Південної Австралії (SANFL) та відкритий у 1974 році. До кінця сезону AFL 2013 року він був домашнім майданчиком клубів з австралійського футболу «Аделаїда» та «Порт-Аделаїда». Він також приймав усі фінали SANFL з 1974 по 2013 рік. До його зносу, який був завершений у березні 2019 року, він вмішував 51 240 глядачів.

## Історія
Будівництво розпочалося в 1971 році, щоб дати Національній лізі футболу Південної Австралії (SANFL) власну арену для проведення матчів після багатьох років гри на «Аделаїда Овал», який належав Асоціації крикету Південної Австралії (SACA). Через постійні конфлікти з SACA, SANFL хотів покинути «Аделаїду Овал» і переїхати на власний домашній стадіон.
4 травня 1974 року на стадіоні відбувся перший футбольний матч під егідою SANFL між Центральним округом та Північною Аделаїдою.

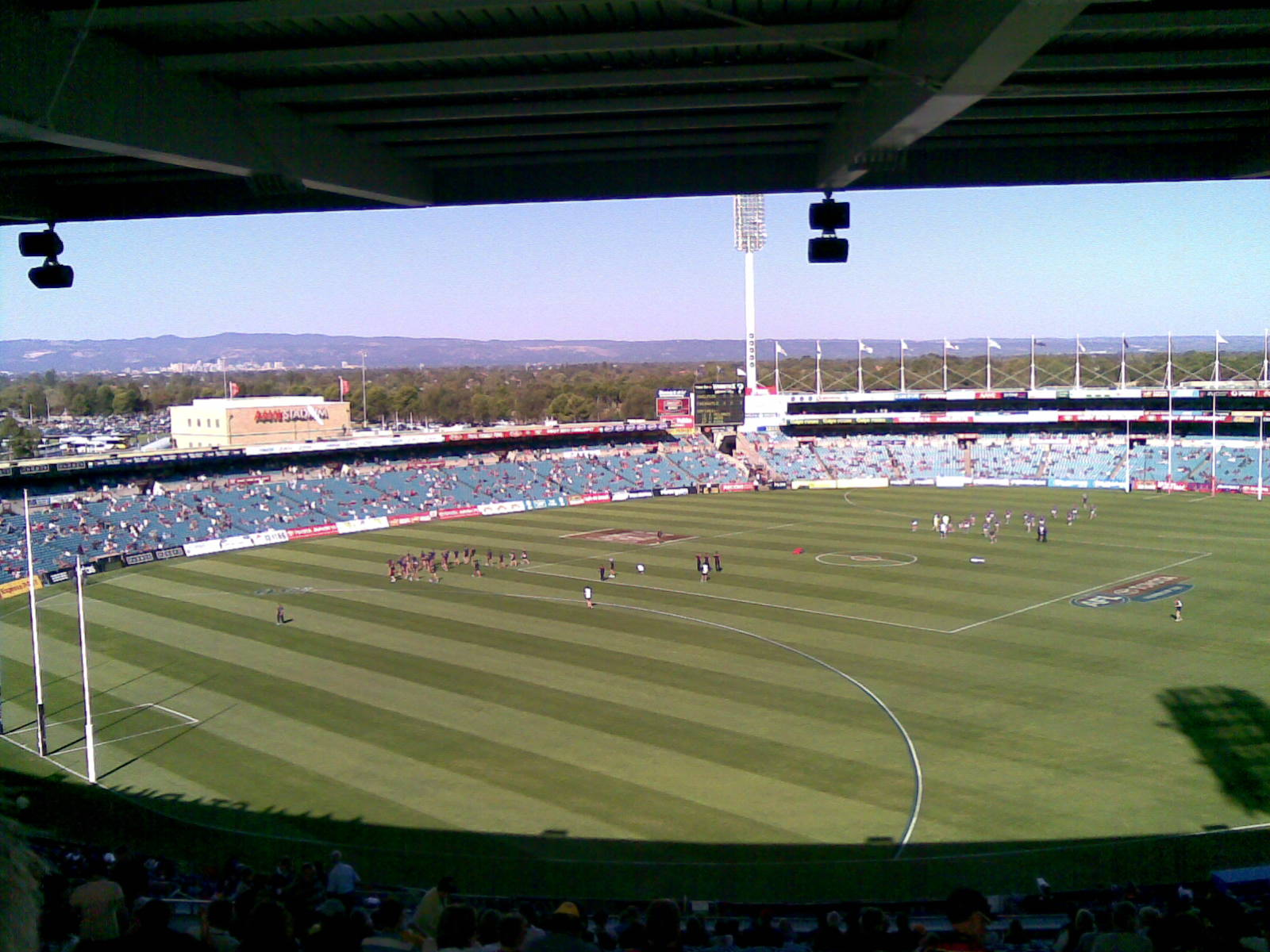
Всередині стадіону; вид з Північної трибуни

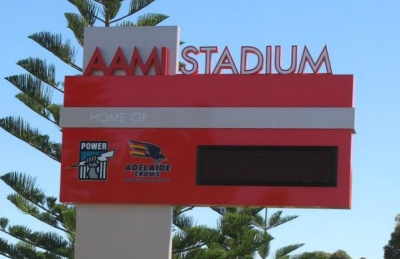
Зовнішній знак

Окрім австралійського футболу, Футбол Парк також приймав матчі з крикету, включаючи змагання з світової серії кінця 70-х років. Стадіоні також використовували для концертів, крім цього він приймав матчі головного турніру з європейського футболу, Національної футбольної ліги, у першій половині 1990-х років, а також на ньому були зіграні деякі матчі молодіжного чемпіонату світу з футболу 1993 року.
Рекордна кількість глядачів арени склала 66,897 осіб, коли Стурт переміг «Порт-Аделаїду» у Гранд-фіналі SANFL 1976 року, хоча поліція вважає, що кількість відвідувачів була ближче до 80 000.
У 1984 році були встановлені щогли освітлення. Першою грою, що була зіграна під штучним освітленням на стадіоні, був матч на Escort Cup, в якому Південна Аделаїда перемогла Гленелг 10,9 (69) на 7,8 (50).
«Аделаїда» та «Порт-Аделаїда» зіграли свої останні домашні ігри на стадіоні в 2013 році, після чого обидва клуби переїхали на «Аделаїду Овал» у 2014 році.. У березні 2015 року на майданчику між двома командами був проведений передсезонний матч, який став останнім офіційним заходом, що відбувся на стадіоні.
У 2015 році арена була закрита,

### Знесення
Пропоновані модернізації стадіону були скасовані після підтвердження того, що і «Аделаїда», і «Порт-Аделаїда» переїдуть на нещодавно реконструйований «Аделаїда Овал», який вміщує 53 583 і розташований зовсім недалеко від центру міста.
Гранд-фінал SANFL також був перенесений на «Аделаїду Овал» з 2014 року. У листопаді 2014 року SANFL оголосив довгостроковий план розвитку району з забудовниками нерухомості Commercial & General на суму 71 млн доларів. Більшість території буде переобладнана для 1600 нових будинків, бібліотеки, торгової площі та п'ятиповерхового закладу для догляду за похилими на 120 ліжок. Після оголошення більшість сидінь зі стадіону було знято (у 2016 та 2017 роках) та передано місцевим футбольним клубам, а роботи зі зносу трибун розпочались у червні 2018 року. Знесення трибун було завершено у березні 2019 року.

### Концерти
На стадіоні проводили велику кількість концертів, зокрема на арені виступали ABBA, Ніл Даймонд, Еліс Купер, Dire Straits, Electric Light Orchestra, U2, The Rolling Stones, Елтон Джон з Мельбурнським симфонічним оркестром 21 листопада 1986 року та Роббі Вільямс. Бон Джові виступив на стадіоні в грудні 2013 року. One Direction виступив на «Футбол Парк» в лютому 2015 року.